# تشون-توغوز-باي
تشون توغوز باي (بالقيرغيزية: Чоң-Тогуз-Бай)‏ وهي قرية في مقاطعة إيسيك كول في قيرغيزستان. بلغ عدد سكانها حوالي (970) نسمة عام 2009.